# Soldier (canção de Destiny's Child)
"Soldier" é um canção do girl group americano Destiny's Child, com os rappers americanos T.I. e Lil Wayne. A Columbia Records, lançou "Soldier" como o segundo single do quarto álbum de estúdio do grupo, Destiny Fulfilled (2004), em 7 de Julho de 2004. As integrantes co-escreveram a música com Sean Garrett e Rich Harrison; O último co-produziu a canção com as integrantes do conjunto Beyoncé Knowles e Kelly Rowland. Uma canção de mid-tempo de hip-hop soul, descreve liricamente o tipo favorito de cada integrante, de interesse do amor masculino.
"Soldier" recebeu críticas positivas de críticos de música, que elogiaram sua composição e as performances vocais do trio, mas criticaram o conteúdo lírico. A canção foi nomeada para o Grammy, na categoria de Best Rap Calaboration e ganhou um Best R&B/Soul Single by a group, band or Duo, no Soul Train Music Awards, de 2005. Um sucesso comercial, "Soldier" atingiu o pico entre os cinco primeiros em seis países europeus e na Austrália, sendo ainda certificado de ouro nos países da região. Nos EUA, atingiu o terceiro lugar no Billboard Hot 100 e liderou o Hot Dance Club Songs, recebendo ainda uma certificação de platina, pela RIAA.
O vídeo em preto e branco, dirigido por Ray Kay, contou com participações de vários rappers e cantores. Foi nomeado no MTV Video Music Awards, sob a categoria de Melhor Vídeo de Grupo. A banda performaram "Soldier", em várias aparições televisivas em 2004 e 2005 e incluiu-o na set´list, de sua turnê final Destiny Fulfilled ... And Lovin' It (2005). Tanto Beyoncé como Rowland, tocaram a música durante suas turnês solo, após a separação do Destiny's Child. A canção foi amostrada em muitas canções de diferentes artistas, mais notavelmente por Nelly, em seu single "Grillz" (2005).

## Antecedentes
"Soldier" foi escrito pelo trio, junto com Sean Garrett e Rich Harrison; O último co-produziu com as integrantes do conjunto Beyoncé Knowles e Kelly Rowland. Os versos dos convidados de Lil Wayne e T.I., Fizeram deles os únicos artistas convidados no álbum. "Soldier" foi gravado por Jim Caruana, no Sony Music Studios em Nova York, em 2004. Foi mixado por Dexter Simmons e dominado por Tom Coyne.

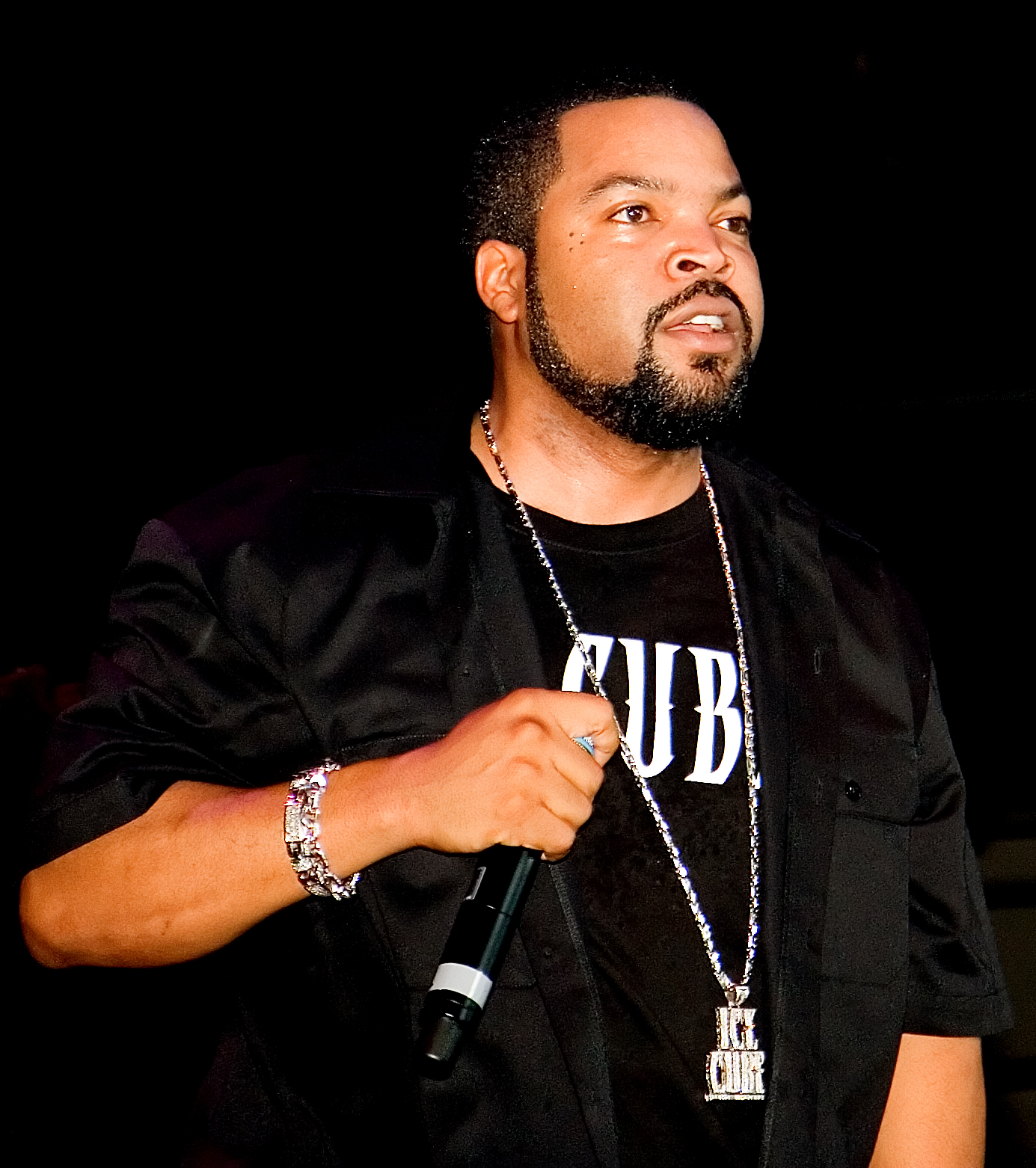
O Hip hopstar Ice Cube, (foto) É um dos artistas que fazem uma aparição no vídeo da música "Soldier".

Garrett inicialmente escreveu "Soldier" em um táxi enquanto ia ao estúdio onde a banda trabalhava no Destiny Fulfilled; Ele cantou o gancho para as integrantes, depois e elas gostaram. Garrett revelou mais sobre sua colaboração com o grupo, "Eu amei como Destiny's Child, evoluiu e se tornou este grupo realmente incrível pop, mas eu queria apresentá-las, para o capô da perspectiva, de ter o mundo, olhar para elas de uma maneira diferente ... O que foi ótimo sobre isso, foi que todos gostavam de pessoas das ruas, cada verso era uma representação do cara em que estavam." Durante uma entrevista para a MTV News, Rowland disse que com "Soldier", cada integrante, queria falar Sobre sua preferência, com um homem durante seus versos solo, o lugar onde ele mora e sua aparência física. Beyoncé afirmou que, como a canção tinha um "algo para sentir" e bater, elas queriam colaborar com Lil Wayne e T.I. Que de acordo com ela acrescentou "crueza, realidade e borda para a canção". Durante uma entrevista em 2014, Lil Wayne discutiu sua contribuição na canção, "Isso me deixou fora de mim, os oito bares lá embaixo, que me trouxeram ali, garoto, se você me perguntar o por que:, digo que foi Beyoncé." Soldier" foi incluído nos álbuns de compilação do grupo #1 (2005) e Playlist: The Very Best of Destiny's Child (2012).

## Composição
O "Soldier", é uma canção de mid-tempo de Southern hip hop, Alex MacPherson, da Stylus Magazine, também encontrou elementos da música Crunk-R&B, enquanto Kelefa Sanneh, do New York Times, observou elementos de eletropop, em sua composição. Discutindo a canção musical, Kitty Empire, do The Observer, classificou-o como "um hino do gueto em espera que ecoa a dobra do sul de muito hip hop contemporâneo." De acordo com as partituras publicadas no site Musicnotes.com pela Sony/ATV Music Publishing, "Soldier" foi composto usando o tempo comum na tecla de C menor, com um pulsante ritmo de hip hop de 75 batidas por minuto. Os elementos vocais vão desde a nota baixa de G3 até a nota alta de F5. A canção é instrumentalmente completa com sintetizadores de staccato de tiquetaque, fraturado, instrumentos de teclado, stabs de órgão, e tambores de retrocesso de bateria. Tom Breihan, da Pitchfork Media, sentiu que sua batida era semelhante aos materiais do Dr. Dre. Dimitri Ehrlich, da Vibe, descobriu qual a influência de Jay-Z, em "Soldier".
Liricamente, "Soldier" é uma continuação da música anterior no Destiny Fulfilled, "Lose My Breath". Como as cantoras sentem que seu namorado não cumpriu seus desejos da maneira que elas querem, elas dizem-lhe "Eu quero um soldado, Que não tenha medo de me guiar". Elas pedem que seu homem seja um "vândalo", proclamando seu amor por "meninos de campo"; sua preferência ainda inclui um "soldado" que é de "rua" e de "capuz". Macpherson, ainda sentiu que o trio cruzou o gueto para homens adequados com "Soldier", uma "ode ao gangsta love". Corey Moss, da MTV, sentiu que a música era um dos momentos mais pessoais das Destiny Fulfilled, no sentido de que o relacionamento então relativamente secreto de Beyoncé com o rapper Jay-Z foi reconhecido "no registro pela primeira vez". "Apesar de menor, o verso de Beyoncé (sobre se apaixonar por um cara do BK) oferece um raro momento de comentário sobre o casal, que até agora só foi relatado por tablóides fotógrafos." A música é aberta com partes que glorificão o amor profundo "entre um bandido e uma menina fácil". À medida que a música progride, cada integrante do Destiny's Child, descreve seu próprio tipo de homem preferido, mais tarde se harmonizando para o refrão. No meio da canção, o verso de Lil Wayne contém uma referência ao rapper B.G. Williams é a última artista a cantar suas partes, solo, que foram descritas como "a mais sexy" por Rashod Ollisong do The Baltimore Sun.

## Recepção da crítica
Stephen Thomas Erlewine, faz o site AllMusic, descreve-o "Soldier" como um dos "hard-driving dance cuts" de Destiny Fulfilled, escolhendo-o como um destaque. Da mesma forma, Alex MacPherson, da Stylus Magazine, escreveu em sua resenha que "[O álbum] dispara sua carga rapidamente, embora com uma eficácia: 'Lose My Breath' e 'Soldier' são deslumbrantes, exibindo MacPherson, continuou elogiando o lento "desprezo grind" da música e entrega vocal Cantores concluir ainda que TI E Wayne "obter abrangentemente de propriedade". A escritora do New York Times, Kelefa Sanneh, descreveu uma faixa como parte do material "adorável", do álbum e continuou dizendo: "[ele] assumir uma premissa absurda ... e transformar em eletro-pop afiado e De sangue frio". Andy Battaglia escrevendo para o A.V. Club, sentiu que uma canção e "Cater 2 U" "fazer sassy final-corre em torno de noções de subserviência feminina, mas seus melhores momentos musicais ocultar em minúsculos giros melismática em vez de ganchos". Uma escritora do The Guardian, Caroline Sullivan descreveu a faixa como "agitada". enquanto Nick Reynolds da BBC, chamou-o de "divertimento bom". Em uma revisão da canção, Tom Breihan, um editor de Pitchfork Media, escreveu que "Soldier", teria sido uma faixa de álbum perfeitamente aceitável em The Writing's on the Wall (1999), mas observou que seu som era diferente das músicas tocadas nas rádios pop mainstream. Elogiando o trio, por suas performances vocais, ele continuou:

"Soldier" pode não levar consigo o choque do novo, mas ainda é um bom pequeno single ... As mulheres de Destiny's Child não soam o mínimo convincente cantando sobre como eles precisam de namorados bandidos, mas eles voam seus Vozes em torno de um gancho Linda como eles semper TI TI e Lil Wayne parar, não dizer nada, mas soando fresco e resistente e unflappable perturbar-lo.É muito bom, mas não espero que para definir o mundo em chamas."

Bárbara Ellen, do The Observer, disse que uma música foi "fazer o padrão exemplar", dos álbuns anteriores da banda, Survivor (2001) e The Writing's on the Wall. Descrevendo-o como "um oferecimento aberto para o crédito da rua", Tom Sinclair de Entretenimento Semanal, sentiu que T.I e Lil Wayne, "trazem pouco à festa", com sua contribuição à canção. Erika Ramirez e Jason Lipshutz escrevendo para a Billboard, sentiram que o grupo "cimentou sua credibilidade" com uma canção. Outro crítico da mesma revista que "transição pessoal, da adolescência para uma feminilidade" da banda foi mais evidente em "Soldier" e outras duas músicas do álbum. Jenny Eliscu, da Rolling Stone, escreveu em sua resenha: "É uma faixa quente, mesmo que uma mensagem pareada afetada, por meninas da igreja". Pela mesma razão, o escritor Dimitri Ehrlich da Vibe, descreveu-o como uma melodia de Teatro da Broadway. Gil Kaufman da MTV News, descreveu uma canção como uma "homenagem bouncy ao amor do bandido que caracteriza uma mistura do DC, da assinatura de grito urbano e da produção de lisa". Rashod Ollisong, escrevendo para O The Baltimore Sun, deu uma revisão a mais para uma música, escrevendo "É cativante, mas uma batida sua trivial, uma mensagem lírica é francamente insignificante", antes de acrescentar que glorificar uma imagem "distorcida" da masculinidade negra Que, Eles criaram fortemente. Ele ainda argumentou que o grupo "deve colocar mais pensamento em suas letras", devido ao fundo e imagem de cada integrante, criado ao longo de sua carreira.

### Reconhecimento e elogios
"Soldier" ganhou na categoria de "Melhor R&B/Soul Single por um Grupo, Banda ou Duo", durante o Soul Train Music Awards de 2005. Na  quarta edição dos Grammy Awards, a canção recebeu uma indicação para "Best Rap Calaboration", mas perdeu para mas perdeu para "Numb/Encore" (2004) por Jay-Z e Linkin Park. Na 23ª edição do ASCAP Pop Music Awards, "Soldier" foi reconhecido como uma das músicas mais realizadas em 2005, juntamente com a outra música do grupo "Lose My Breath". No ano seguinte, foi um dos premiados R&B/ Hip-Hop Songs no 2006 ASCAP Rhythm & Soul Music Awards.
Em 2013, Lindsey Weber de Vulture colocou "Soldier" no número nove em sua lista das 25 melhores músicas das Destiny's Child. O Joey Guerra de Houston Chronicle, também incluiu a música em sua lista de 2013, das melhores músicas da banda. No mesmo ano foi classificado no número 64, em uma lista cumprida por Andrew Noz da revista Complex, das 100 melhores músicas de Lil Wayne. Da mesma forma, Emily Exton da VH1, listou "Soldier" na 19ª posição das 20 melhores músicas do T.I., elogiando seu "verso de intro quente". Por ocasião do aniversário de 32 anos de Beyoncé, Erika Ramirez e Jason Lipshutz da Billboard, incluíram "Soldier", no número 15 na lista de "Os 30 maiores hits da Billboard" de Beyoncé.

## Vídeoclipe

Knowles, Rowland e Williams no vídeoclipe da música "Soldier".

O vídeo musical de "Soldier" foi filmado em junho 2004. pelo diretor norueguês Ray Kay e foi filmado em preto e branco, tornando-se o primeiro clipe da banda a usar essa técnica. Foi a primeira vez que o grupo trabalhou com Kay. Durante uma entrevista, as integrantes o elogiaram, por fotografar as cenas de uma maneira rápida e conveniente, descrevendo a experiência como "maravilhosa". O vídeo apresenta aparições de cameo de sete cantores e rappers: Solange Knowles, Lloyd, Bow Wow, Ginuwine, Ice Cube, WC e Young Jeezy.
O vídeo se abre com as Destiny's Child, andando entre duas fileiras de homens entrelaçados, com fotos do rosto de cada integrante. T.I. Parece bater sua parte usando um chapéu, óculos de sol e correntes. Como a música progride, as três integrantes do grupo, são vistas dançando junto com os homens no fundo que também posam para a câmera. Durante o meio do vídeo, as meninas são vistas andando com cães presos em suas mãos e Lil Wayne, aparece cantando sua parte depois. A câmera se concentra em cada integrante, durante sua parte solo na música, como elas executam uma coreografia de dança e como cantam as letras. Durante o final do vídeo, enquanto o grupo canta as partes "conhecidas para carregar grandes coisas", eles acariciam a barriga de Solange Knowles, que estava grávida no momento da cena. O clipe termina com as meninas segurando os cães anteriormente vistos em suas mãos. Ao longo do vídeo, fotos de três carros com marcas diferentes são mostradas, um Cadillac da Geórgia, com as palavras "Da Durty", outro carro de Nova York, com as palavras "BK Style" e um terceiro carro da Califórnia, com a palavra "Crenshaw".
O vídeo musical foi lançado na MTV em 8 de novembro de 2004. Também é destaque nas edições DualDisc dos álbuns #1 e Destiny Fulfilled, assim como no DVD bônus da edição Destiny Fulfilled Tour. VH1, transmitiu o vídeo durante o programa Pop-Up Video, em 11 de novembro de 2011, juntamente com comentário trivial. Em 2013 foi incluído no álbum Destiny's Child Video Anthology, que continha vários dos vídeos musicais, que o grupo tinha filmado durante toda sua carreira. Lindsay Weber do Vulture descreveu o clipe como "camuflagem-pesado." O vídeo foi nomeado ao MTV Video Music Awards,sob a categoria de Melhor Vídeo de Grupo, mas perdeu para o "Boulevard of Broken Dreams" (2004), do Green Day.

## Desempenho comercial
Depois de estrear no gráfico da semana que terminou em 20 de novembro de 2004, "Soldier" passou para o número 41 na Billboard Hot 100 dos EUA na semana seguinte. Na semana que terminou em 10 de dezembro, o single passou do número 14 para o décimo, tornando-se o décimo single da banda a entrar no top dez do chart. Atingiu o número três na Billboard Hot 100  na semana que terminou em 12 de fevereiro de 2005, tornando-se o segundo single do álbum a atingir o pico nessa posição. Ela caiu dos dez primeiros do gráfico para a edição de 5 de março de 2005, após a posição de número oito na semana anterior, passando assim um total de nove semanas nas dez primeiras posições. Tendo passado um total de 23 semanas no gráfico, "Soldier" foi visto pela última vez no número 32. O single também obteve sucesso em várias outras paradas da Billboard; nas músicas do Hot Dance Club Songs, estreou no número 51 na edição de 15 de janeiro de 2004 e conseguiu chegar ao topo em sua sexta semana de lançamento da edição de 26 de fevereiro de 2005. alcançou o pico nos números três e quatro nas paradas Hot R&B/Hip-Hop Songs e no Mainstream Top 40, respectivamente, para os números de 1 de janeiro de 2005 e 12 de fevereiro de 2005. Em 18 de maio de 2005 A Recording Industry Association of America (RIAA) certificou o ouro único para vender 500.000 cópias digitais nos EUA. Seu ringtone foi ainda certificado de platina em 14 de junho de 2006 pelas mais de 1.000.000 de unidades adquiridas.
"Soldier" teve sucesso comercial em países da Europa que alcançaram o top ten em seis países. Na tabela Singles dinamarquesa, atingiu o número cinco em sua primeira semana de gráficos em 4 de março de 2005. Tendo passado um total de dez semanas no gráfico, dos quais quatro estavam entre os dez primeiros, caiu em 13 de maio. Na Finlândia, a canção estreou no número sete, que se tornou a sua posição de pico em duas semanas de gráficos. Na Suíça, "Soldier" estreou no número 15 em 20 de fevereiro de 2004 e atingiu o número dez depois de duas semanas. Ele passou uma semana a mais nessa posição e caiu depois de 12 semanas. No Reino Unido, o single estreou no número quatro na UK Singles Chart na edição de 19 de fevereiro de 2005. Ele desceu gradualmente do gráfico, passando um total de sete semanas. No Irish Singles Chart, o single estreou no 6º lugar em 10 de fevereiro de 2005. Ele também alcançou outras paradas europeias, mais notavelmente nos números 12 e 29, respectivamente, na Espanha e Fraça respectivamente.
Na Austrália, "Soldier" estreou no número três na ARIA Singles Chart em 20 de fevereiro de 2005. Ele caiu para os números sete e oito respectivamente nas duas semanas seguintes e desceu o gráfico por mais dez semanas antes de cair em 15 de maio de 2005. A Australian Recording Industry Association (ARIA) premiou o single com uma certificação de ouro em 2005 pelas mais de 35.000 cópias adquiridas naquele país. "Soldier" teve um sucesso semelhante no New Zealand Singles Chart, onde atingiu o número quatro em 21 de fevereiro e permaneceu nessa posição durante as três semanas seguintes. Além disso, passou as quatro semanas seguintes no top dez e caiu em 23 de maio de 2005. Em 2005, a Associação da Indústria Fonográfica da Nova Zelândia (RIANZ) certificou o ouro para o envio de 7.500 cópias naquele país.

## Performances ao vivo
No final de 2004, o grupo performou "Soldier" com T.I. Durante o Total Request Live (TRL) da MTV. No BET, 106 & Park, Destiny's Child cantou "Soldier" em 15 de novembro de 2004. No começo da performance, Michelle Williams caiu no palco durante a entrada do grupo. Williams respondeu ao incidente durante uma entrevista em 2014, dizendo: "Eu não tive escolha senão levantar-se e agir como se não tivesse acontecido, Por causa do YouTube, 10 anos depois, pelo menos uma vez por semana, alguém me chama a atenção." Ela acrescentou que seria a última vez que ela discutiu o incidente e reconheceu que, apesar de" viver para sempre "um monte de" grandes coisas "aconteceram a ela desde então. Em 16 de novembro de 2004, uma outra performance da canção foi durante o programa de televisão Good Morning America. Destiny's Child apareceu na CBS, The Early Show, em 8 de dezembro de 2004 e cantou "Soldier". O grupo cantou a canção novamente no início de fevereiro de 2005 no show britânico Top of the Pops. No NBA All-Star Game de 2005, em 20 de fevereiro de 2005, elas cantaram "Soldier" e "Lose My Breath". Destiny's Child também realizou "Soldier" durante o concerto Rockin' the Corps em abril de 2005, com a performance sendo destaque em um DVD.
Em 2005, "Soldier" foi adicionado na set-list de sua turnê final Destiny Fulfilled ... And Lovin' It. O grupo executou-o de encontro a um pano de fundo da bandeira americana, vestidas uma roupas de couros. A versão ao vivo continha uma amostra da canção "Shout It Out" da trilha sonora do filme Drumline. Denise Sheppard escrevendo para Rolling Stone, sentiu que a versão Drumline afetada, executada durante o concerto, foi "para o prazer, em grande parte multidão feminina." Ao rever um concerto no Reino Unido, Adenike Adenitire da MTV News, elogiou o surpreendente olhar do grupo inspirado por Mad Max, notando que eles provaram "que você não precisa de jeans largos e um bandana para ser de rua". Da mesma forma, Barbara Ellen do The Observer, sentiu que o olhar estava emulando "todos os filmes Mad Max ao mesmo tempo". A música foi incluída na lista de faixas do álbum ao vivo Destiny's Child: Live in Atlanta (2006), gravando um concerto da turnê naquela cidade para a qual T.I. E Wayne juntou-se ao grupo na faixa onstage.
Após a dissolução do grupo, tanto Beyoncé como Rowland incluíram "Soldier" no set list de suas respectivas turnês solo. A ex-integrante, realizou com seus dançarinos de fundo, do sexo masculino durante um medley de Destiny's Child em The Beyoncé Experience (2007), juntamente com um trecho de "Crank That" de Soulja Boy" (2007). Foi incluída subseqüentemente no DVD vivo da cantora The Beyoncé Experience Live (2007), apelidado como "Soldier Boy Crank Mix". Rowland executou o "Soldier" durante sua excursão principal do concert Kelly Tour (2007), em diversas datas durante F.A.M.E. de Chris Brown Tour (2011), onde ela apareceu como um ato de apoio e durante a Lights Out Tour (2013) com The-Dream. Ela também cantou "Soldier", em 26 de agosto de 2010, durante um concerto promocional na cidade de Nova York e no festival australiano Supafest em abril de 2012 apoiado por dançarinos masculinos.

## Faixas e formatos
| Single australiano/neozelandês 1. "Soldier" (versão do álbum) – 5:26 2. "Soldier" (Maurice's Nu Soul Mix) – 7:15 3. "Soldier" (Maurice's Nu Beat Mix) – 6:11 4. "Soldier" (Danny Howells & Dick Trevor's Kinkyfunk Mix) – 6:28 5. "Lose My Breath" (Peter Rauhofer's Breathless Club Mix) – 9:14 Promo europeu 1. "Soldier" (edição de rádio) – 4:06 Single europeu 1. "Soldier" (versão do álbum) – 5:26 2. "Soldier" (Maurice's Nu Soul Mix) – 7:15 3. "Soldier" (Danny Howells & Dick Trevor's Kinkyfunk Mix) – 6:28 4. "Soldier" (Grizz Blackmarket Remix) – 5:22 5. "Lose My Breath" (Peter Rauhofer's Breathless Club Mix) – 9:14 6. "Soldier" (videoclipe) – 4:05 Single francês 1. "Soldier" (versão do álbum) – 5:26 2. "Soldier" (Mix Inédito) (featuring Rohff) – 4:06 3. "Survivor" – 4:10 | "Pock It!" single alemão (3 inch) 1. "Soldier" (versão do álbum) – 5:26 2. "Lose My Breath" (Peter Rauhofer's Breathless Club Mix) – 9:14 CD single britânico 1 1. "Soldier" (edição de rádio) – 4:06 2. "Soldier" (Kardinal Beats Remix) – 3:47 CD single britânico 2 1. "Soldier" (edição de rádio) – 4:06 2. "Soldier" (Maurice's Nu Anthem Mix) – 7:28 3. "Soldier" (Danny Howells & Dick Trevor's Kinkyfunk Mix) – 6:28 4. "Soldier" (JS Remix) – 5:42 5. "Soldier" (videoclipe) – 4:05 EP Single dos EUA 1. "Soldier" (versão do álbum) – 5:26 2. "Soldier" (Grizz Blackmarket Remix) – 5:22 3. "Soldier" (Bizarre Remix) – 5:00 4. "Soldier" (Maurice's Nu Soul Mix) – 7:15 5. "Soldier" (Danny Howells & Dick Trevor's Kinkyfunk Mix) – 6:28 EUA single de 2 faixas 1. "Soldier" (versão do álbum) – 5:26 2. "Soldier" (Grizz Blackmarket Remix) – 5:22 |